# Bairo
Bairo es una localidad y comune italiana de la provincia de Turín, región de Piamonte, con 812 habitantes.

## Celebridades
- Aquí nació Carlos Luis Spegazzini.

## Evolución demográfica
| Gráfica de evolución demográfica de Bairo entre 1861 y 2001 |
|                                                             |
| Fuente ISTAT - elaboración gráfica de Wikipedia             |